# Manuel Machado Macedo
Manuel Eugénio Machado Macedo GOSE • GCM • GCIH (Ponta Delgada, 1922 - 21 de Maio de 2000), foi um médico cirurgião português.

## Biografia

### Nascimento e formação
Nasceu em Ponta Delgada, no Arquipélago dos Açores, em 1922. Aos sete anos de idade mudou-se com a família para Lisboa, onde cumpriu os estudos primários na Escola Francesa, os secundários no Liceu do Carmo, e os estudos universitários na Escola Médico-Cirúrgica de Lisboa, da Faculdade de Medicina da Universidade de Lisboa. O estágio foi realizado no Hospital Cantonal de Zurique, na Suíça.
Em 1987 doutorou-se na NOVA Medical School - Faculdade de Ciências Médicas com a tese Revascularização do Miocárdio.

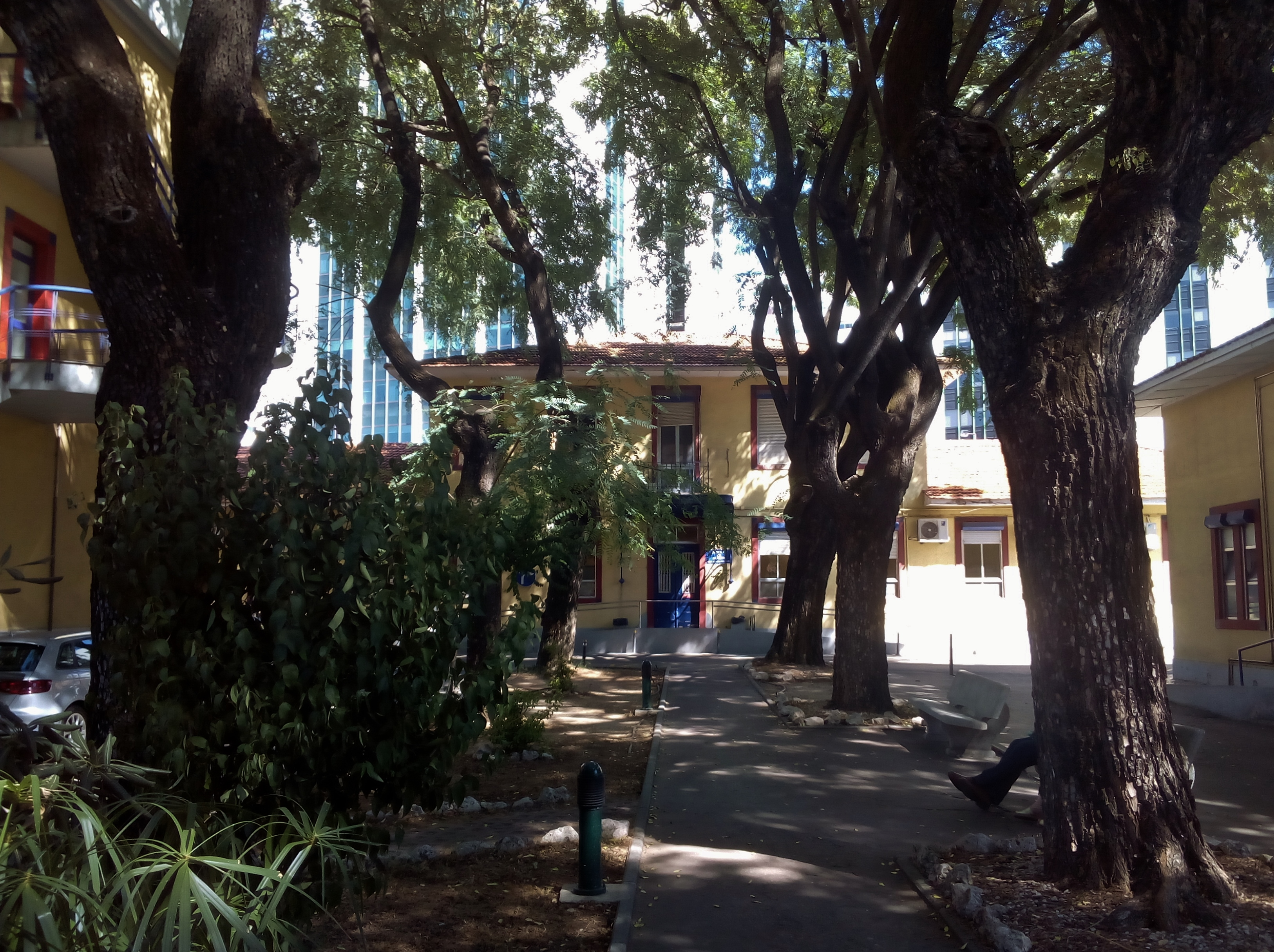
Hospital Curry Cabral, em 2017.

### Carreira profissional
Machado Macedo fez o serviço militar no Hospital da Estrela. Trabalhou no Hospital Curry Cabral e no Instituto de Doenças do Tórax, e posteriormente no Reino Unido, no Hospital de Brompton, no Leicester Chest Unite no Hospital Queen Elizabeth.
Em 1945 voltou a território nacional, tendo-se empregado nos Hospitais Civis de Lisboa, onde foi director do Serviço de Cirurgia Torácica. Também presidiu ao Colégio de Cirurgiões Torácicos, foi director clínico do Hospital de Santa Marta, director dos Serviços de Cardiologia e de Cirurgia Cardiotorácica, e posteriormente ocupou a posição de presidente do Conselho de Gerência do Hospital de Santa Cruz. Durante a sua carreira, decidiu especializar-se em cirurgia torácica, tendo sido um dos pioneiros nas operações de coração aberto, em 1962. Exerceu igualmente como professor extraordinário de cirurgia cardiotorácica em 1979, e como professor catedrático convidado na NOVA Medical School - Faculdade de Ciências Médicas em  1985. Entre 1987 e 1992 ocupou a fundação de bastonário da Ordem dos Médicos, e em 1988 foi um dos fundadores do Instituto do Coração, em conjunto com João Queiroz e Melo e Ricardo Seabra Gomes. Também foi presidente do Comité Permanente dos Médicos da União Europeia, fundou e foi presidente da Sociedade Portuguesa Cardiotorácica e Vascular e da Sociedade Portuguesa de Cardiologia, e presidiu ao Centro de Estudos de Doenças Esofágicas.
Fez parte de várias sociedades científicas internacionais. Publicou mais de 250 artigos e livros, tendo a sua última obra sido a História da Medicina Portuguesa no Século XX, lançada em 2000.
Dedicou-se igualmente a actividades não relacionadas com a medicina, tendo sido vogal do conselho das Antigas Ordens Militares, e reitor da Universidade Atlântica. Também teve um grande interesse pela cultural musical, tendo sido responsável pela fundação, em conjunto com a sua esposa, do Centro de Amadores de Ballet. Fez parte do Conselho Geral Consultivo da Fundação Gulbenkian, foi presidente da Fundação de São Carlos e da direcção do Círculo de Cultura Musical, e foi um dos fundadores da organização Juventude Musical Portuguesa.

### Falecimento e família
Faleceu em 21 de Maio de 2000. Esteve casado com Maria Magdalena de Mello.

## Homenagens
Foi condecorado com o grau de Cavaleiro da [[Ordem Nacional 
da Legião de Honra]] francesa em 1973, Comendador da Ordem Nacional do Mérito francesa em 1982, Grande-Oficial da Antiga, Nobilíssima e Esclarecida Ordem Militar de Sant'Iago da Espada, do Mérito Científico, Literário e Artístico a 18 de Março de 1986, a Medalha de Mérito Municipal do Concelho de Oeiras em 1986, o grau de Honorary Fellow do Royal College of Surgeons, no Reino Unido, em 1990, a Grã-Cruz da Ordem do Mérito em 22 de Janeiro de 1992, Medalha de Ouro de Serviços Distintos do Ministério da Saúde em 1992, o Diploma de Mérito Cívico em Saúde da Cruz Vermelha em 1992, a Grã-Cruz da Ordem do Infante Dom Henrique em 19 de Abril de 1993, o Diploma de Honra da Fundação da Assistência Médica Internacional em 1994, a Medalha Paracelsus, da Ordem dos Médicos Alemã, em 1995, e em 1998 a Medalha de Mérito da Ordem dos Médicos.
Em sua homenagem, foi criado o Centro de Estudos Professor Manuel Machado Macedo, que em conjunto com a Sociedade Portuguesa de Cardiologia organizou o Prémio Manuel Machado Macedo. Em 8 de Julho de 2016, foi inaugurado o Auditório Professor Doutor Manuel Machado Macedo, na Faculdade de Ciências Médicas da Universidade Nova de Lisboa, numa cerimónia que contou com a presença do presidente da república, Marcelo Rebelo de Sousa.

## Leitura recomendada
- SOUSA, Marcelo Rebelo de; ANTUNES, João Lobo (2007).  João Amaral, ed. Retratos da vida de um médico: os dias e os trabalhos do prof. doutor Manuel Eugénio Machado Macedo. Lisboa: Fundação Maria Magdalena de Mello. 168 páginas